# Gernika
Gernika [geɾˈnika] (offiziell baskisch Gernika-Lumo; kastilisch Guernica y Luno) ist eine Stadt von spezifischer historisch-politischer Bedeutung in der spanischen autonomen Region Baskenland (baskisch Euskadi). Vom 14. bis 16. Jahrhundert reisten die kastilischen Könige jeweils im ersten Jahr nach ihrer Machtübernahme nach Gernika, um einen Eid auf die Wahrung der baskischen Freiheitsrechte, der Fueros, zu leisten. In der Folge war Gernika nicht nur das administrative Zentrum von Bizkaia, sondern wurde mit dem „Baum von Gernika“ als Freiheitssymbol auch zur heiligen Stadt der Basken.
Am 26. April 1937, während des Spanischen Bürgerkriegs, flogen Kampfflugzeuge der deutschen Legion Condor und des italienischen Corpo Truppe Volontarie mit Spreng-, Splitter- und Brandbomben den Luftangriff auf Guernica. Bei den darauf folgenden Großfeuern kamen mehrere hundert Menschen, nahezu ausschließlich Zivilisten, ums Leben. Noch im selben Jahr schuf Pablo Picasso für die Pariser Weltausstellung das Gemälde Guernica oder Die Schrecken des Krieges, das Gernikas Zerstörung zu einem weltweit bekannten Sinnbild der Kriegsächtung hat werden lassen. In Spanien und Deutschland hingegen kam es erst nach dem Ende der Diktatur Francisco Francos ab den späten 1970er Jahren zur historischen Aufarbeitung des Geschehens und zu Schritten der Aussöhnung. Gernikas 2003 eröffnetes Friedensmuseum ist zugleich Friedensforschungsstätte.
Der am 13. März 1977 entdeckte Asteroid des äußeren Hauptgürtels (2293) Guernica wurde nach der Stadt benannt.

## Geografie

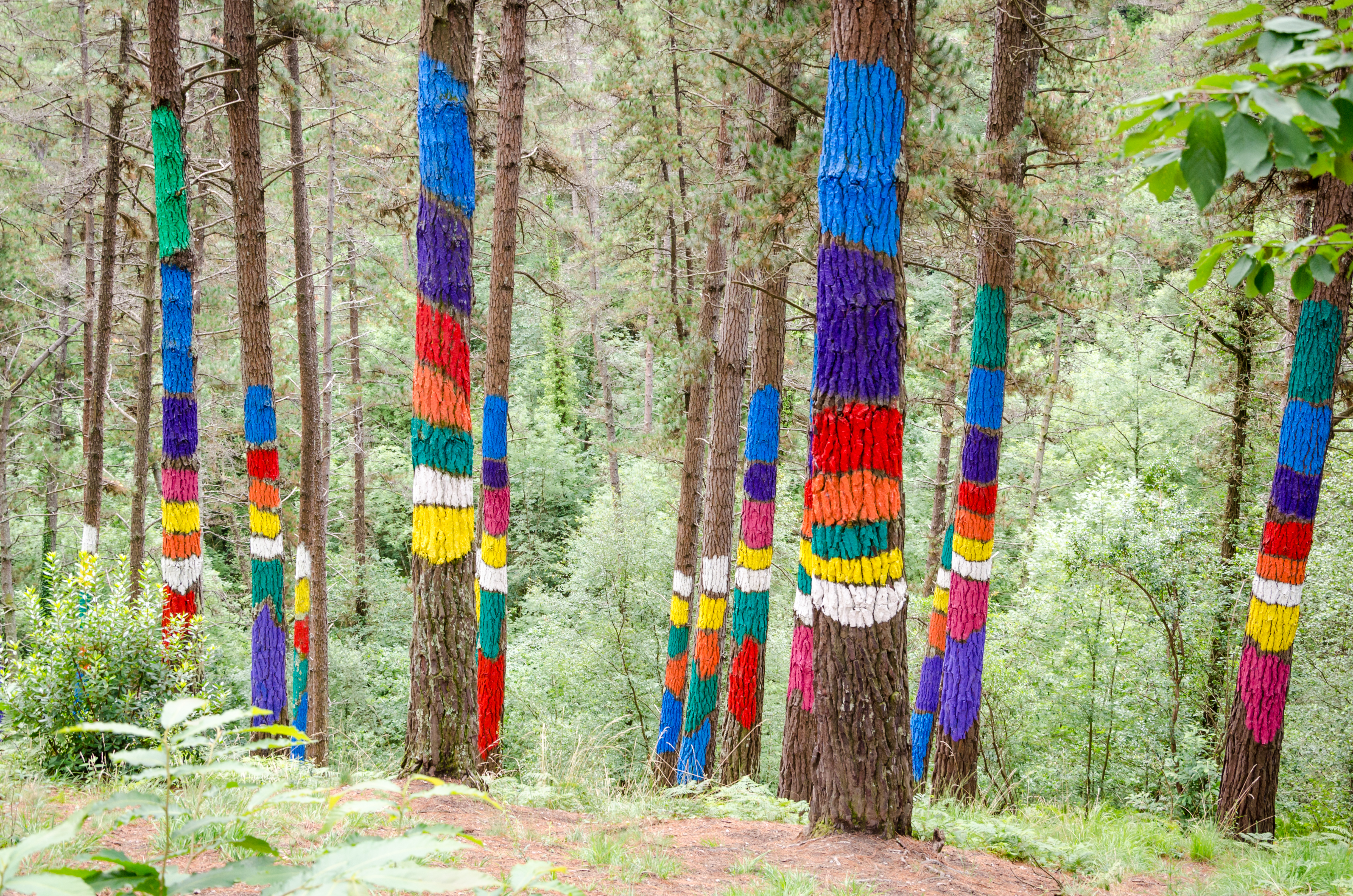
Bemalter Wald von Ibarrola

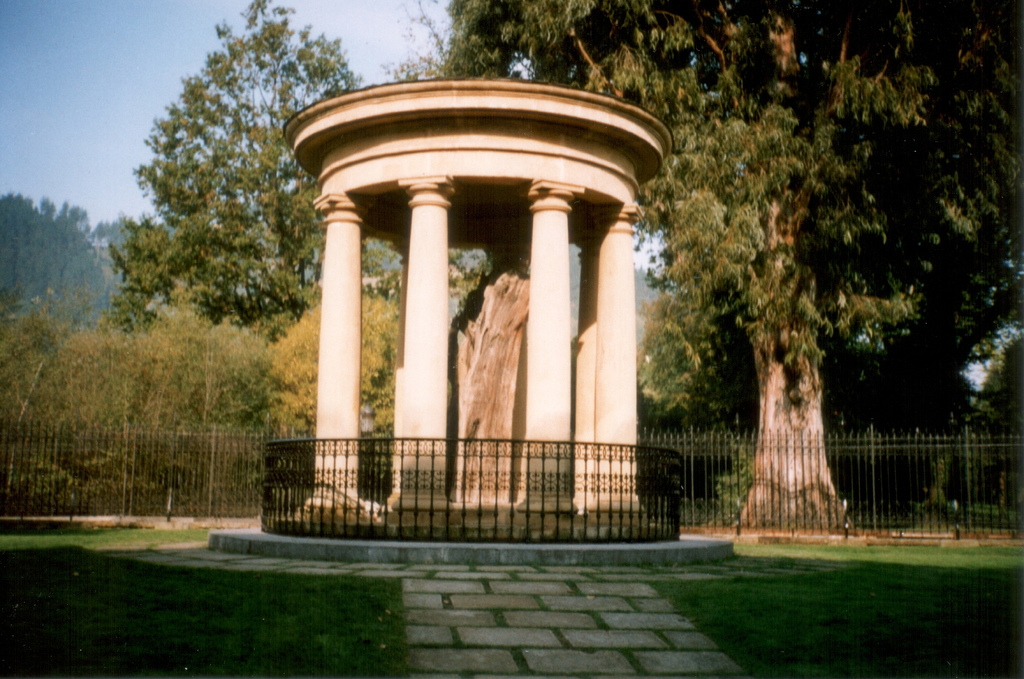
Als Denkmal gefasster Stamm des alten „Baums von Gernika“

Gernika liegt nordöstlich von Bilbao (Bilbo) und gehört zur Provinz Bizkaia. Das Municipio Gernika-Lumo besteht aus der Stadt Gernika und dem 1,5 km entfernten Vorort Lumo. Die verkehrsgünstige Lage am Fluss Oka machte Gernika in früheren Jahrhunderten zu einem regionalen Handelszentrum. Die Kleinstadt liegt am Camino de la Costa (Jakobsweg an der Küste), ca. 10 km nordöstlich befindet sich der Bemalte Wald von Oma des Künstlers Agustín Ibarrola.

## Historischer Sammelpunkt baskischer Identität

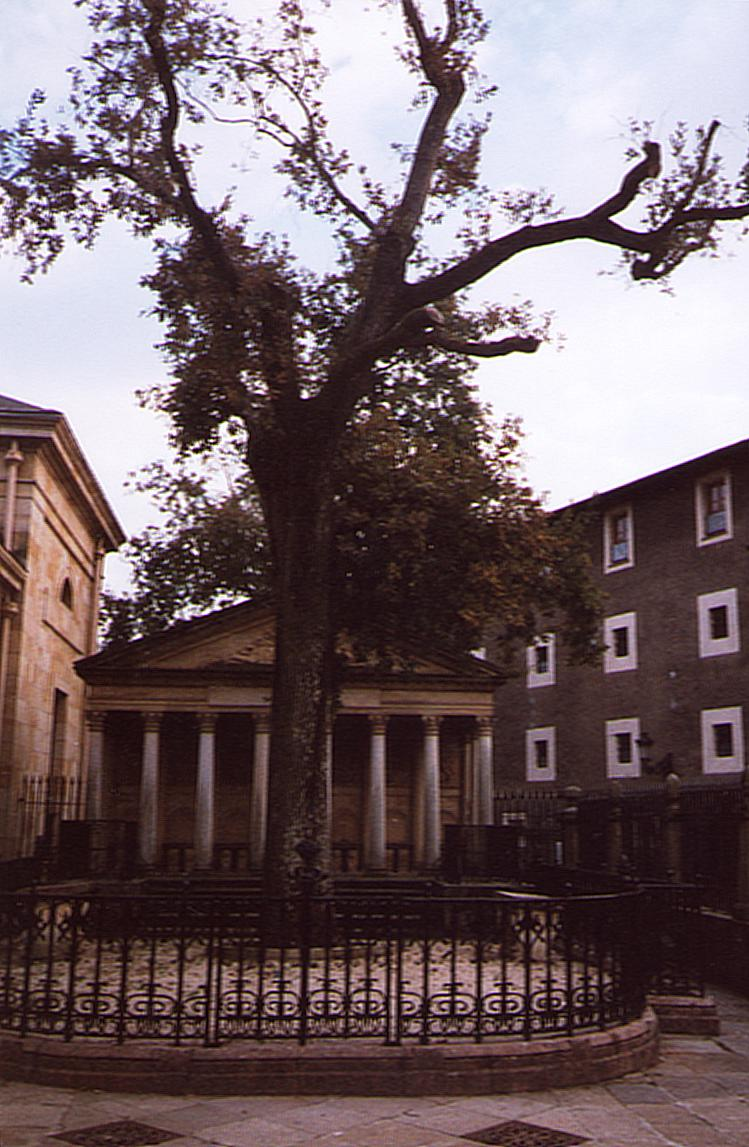
Eiche von Gernika

Schon im Mittelalter, heißt es bei Michael Kasper, hätten sich die Volksvertreter der Provinz unter dem heiligen Baum, der Eiche von Gernika, zur Beratung aller anstehenden wirtschaftlichen, sozialen und politischen Fragen versammelt. Den kastilischen Herrschern, die ebendort jeweils von Neuem die baskischen Freiheitsrechte garantierten, sicherten die Versammelten ihrerseits die Gefolgschaft der Provinz zu. Nach dem 16. Jahrhundert sahen die Herrscher von dieser Anreise ab, versicherten aber durch ihre Stellvertreter weiter die Beachtung der Fueros. Neben der Provinzregierung und dem Stellvertreter der Krone ließen sich auch andere wichtige Persönlichkeiten des öffentlichen Lebens in Gernika nieder, das sich so „zu einer eleganten Kleinstadt mit hauptstädtischem Flair“ entwickelte.
Auch Wilhelm von Humboldt sah in Gernika 1801 den Verwaltungsmittelpunkt von Bizkaia, „da alle öffentlichen Verhandlungen immer mit den Worten: so el arbol de Guernica, unter dem Baum von Guernica, anheben.“ Über den vor Ort angetroffenen Baum äußerte Humboldt: „Man wünschte eine durch ihr Alter ehrwürdige, laubreiche Eiche auf einem schönen freien, ländlichen Platz zu sehen, um sich lebhafter jene Zeiten zurückrufen zu können, in welchen die Angelegenheiten einer Nation einfacher, als jetzt kaum die einer Familie entschieden wurden. Allein man findet zwar eine ziemlich grosse, aber nichts weniger als mahlerische Steineiche, mit einem vom Winde gewundenen aufgeborstenen Stamm, und einigen vertrockneten Ästen, ein Bild, wenn man will, der Verfassung, die auch manchen Stürmen getrotzt, allein auch manchen unterlegen hat, und in mehr als einem Stück von ihrer ursprünglichen Form ausgeartet ist. Neben dem eigentlichen Baum sind einige jüngere gepflanzt, um jenen, wenn er ausgehen sollte, sogleich zu ersetzen.“ Schon Jean-Jacques Rousseau hatte nach einem Besuch der Stadt beeindruckt notiert: „In Guernica leben die glücklichsten Menschen. Ihre Angelegenheiten regeln sie durch eine Körperschaft von Bauern unter einer Eiche, und stets verhalten sie sich klug.“
Im Februar 1981 ließen 43 Aktivisten der Partei Herri Batasuna einen offiziellen Besuch von Juan Carlos I. in Gernika zu einem Fiasko werden, indem sie seine Rede in der Casa de Juntas mit Gesängen störten, was andere Versammlungsteilnehmer ihrerseits dazu bewog, lautstark zu schreien, um diese zu übertönen.

## Globales Symbol für Luftkriegszerstörungen

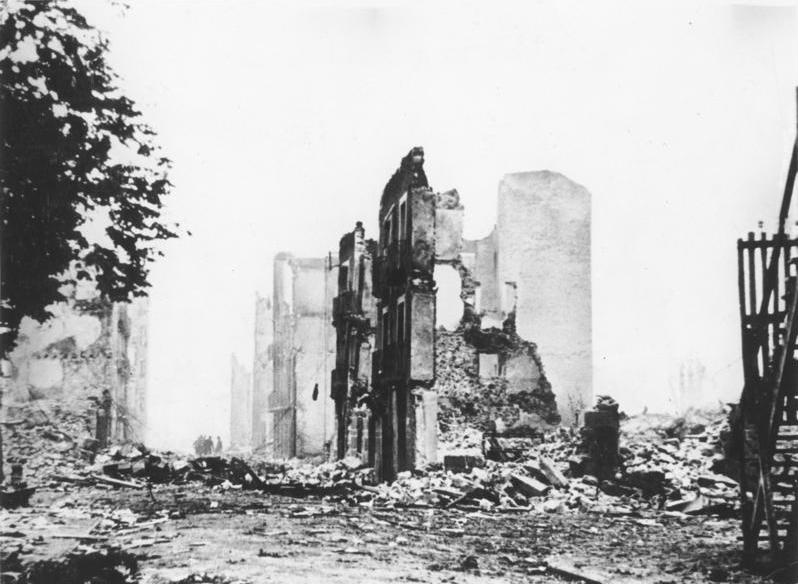
Das von der Legion Condor zerstörte Gernika

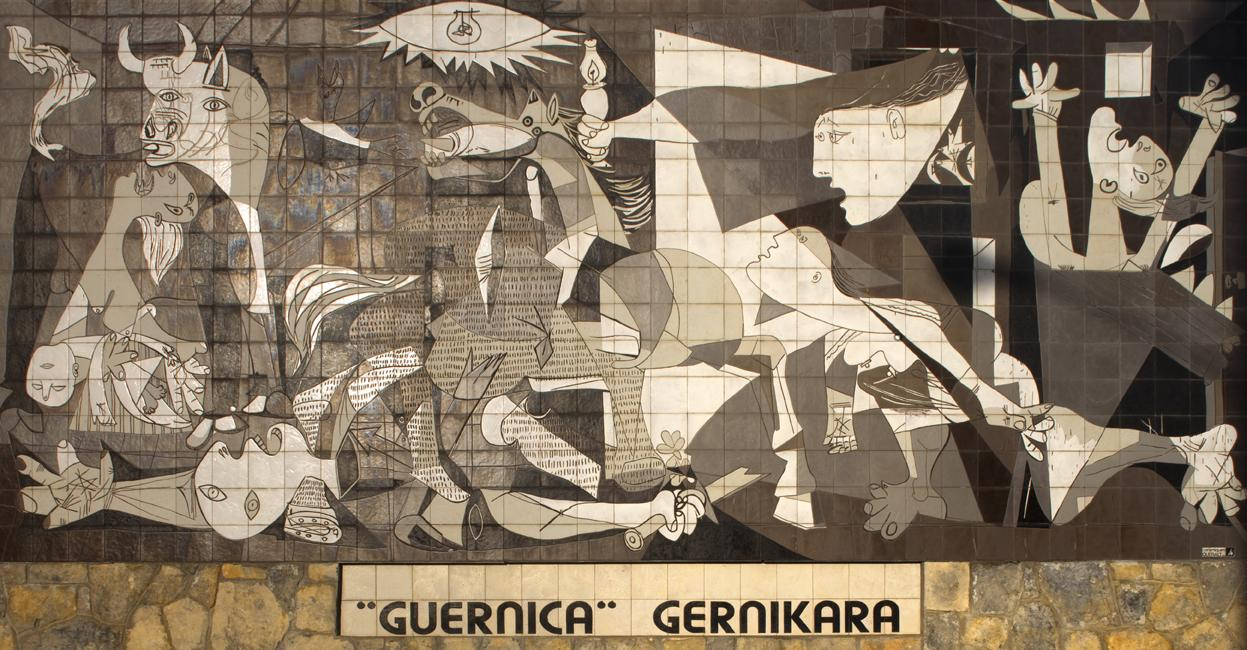
Nachbildung des Gemäldes Guernica von Pablo Picasso auf Fliesen als Wandbild in Originalgröße in der Stadt Gernika

Der von den Basken ihrem geistigen Zentrum Gernika beigemessene hohe Symbolwert war laut Michael Kasper gewiss einer der Gründe für den zerstörerischen Luftangriff der deutschen Legion Condor und der italienischen Corpo Truppe Volontarie auf Seiten Francos im Spanischen Bürgerkrieg am 26. April 1937. Entgegen dem offiziellen Angriffsziel – Zerstörung der Brücke über die Oka, um dem baskischen Heer den Rückzug zu erschweren – fielen die Bomben auf das Stadtzentrum und die Zivilbevölkerung, die Hunderte von Toten zu beklagen hatte, während die Brücke und die nahegelegenen Waffenfabriken nicht getroffen wurden. Wolfgang Wippermann sieht als Ergebnis dieses Luftangriffs auf Gernika einen Holocaust im Sinne von „ganz und gar verbrannt“. Die Dimension der Zerstörung aber wurde unter der Diktatur Francos geleugnet und tabuisiert. Man bestritt, dass ein Bombardement überhaupt stattgefunden habe. Stattdessen wurden „die Roten“ und die baskischen Nationalisten beschuldigt, die Stadt bei ihrem Rückzug selbst in Brand gesteckt zu haben.
In der deutschen Öffentlichkeit wurde – ungeachtet selbst der weltweiten Beachtung von Picassos Guernica-Gemälde – die Zerstörung Gernikas von der nationalsozialistischen Propaganda ebenfalls unterschlagen. Die Art des Vorgehens machte aber jenseits der faschistischen Herrschaftsgebiete deutlich, dass hier eine Strategie künftiger Kriegführung erprobt wurde. Hermann Göring bezeichnete in den Nürnberger Prozessen den Angriff „als eine Art Prüfstand für die Luftwaffe“. Die zivilen Opfer seien zu bedauern; doch habe man keine andere Möglichkeit gehabt: „Damals konnte man sich diese Erfahrung nirgendwo anders holen.“

## Ein Ort der Aussöhnung und Friedensforschung

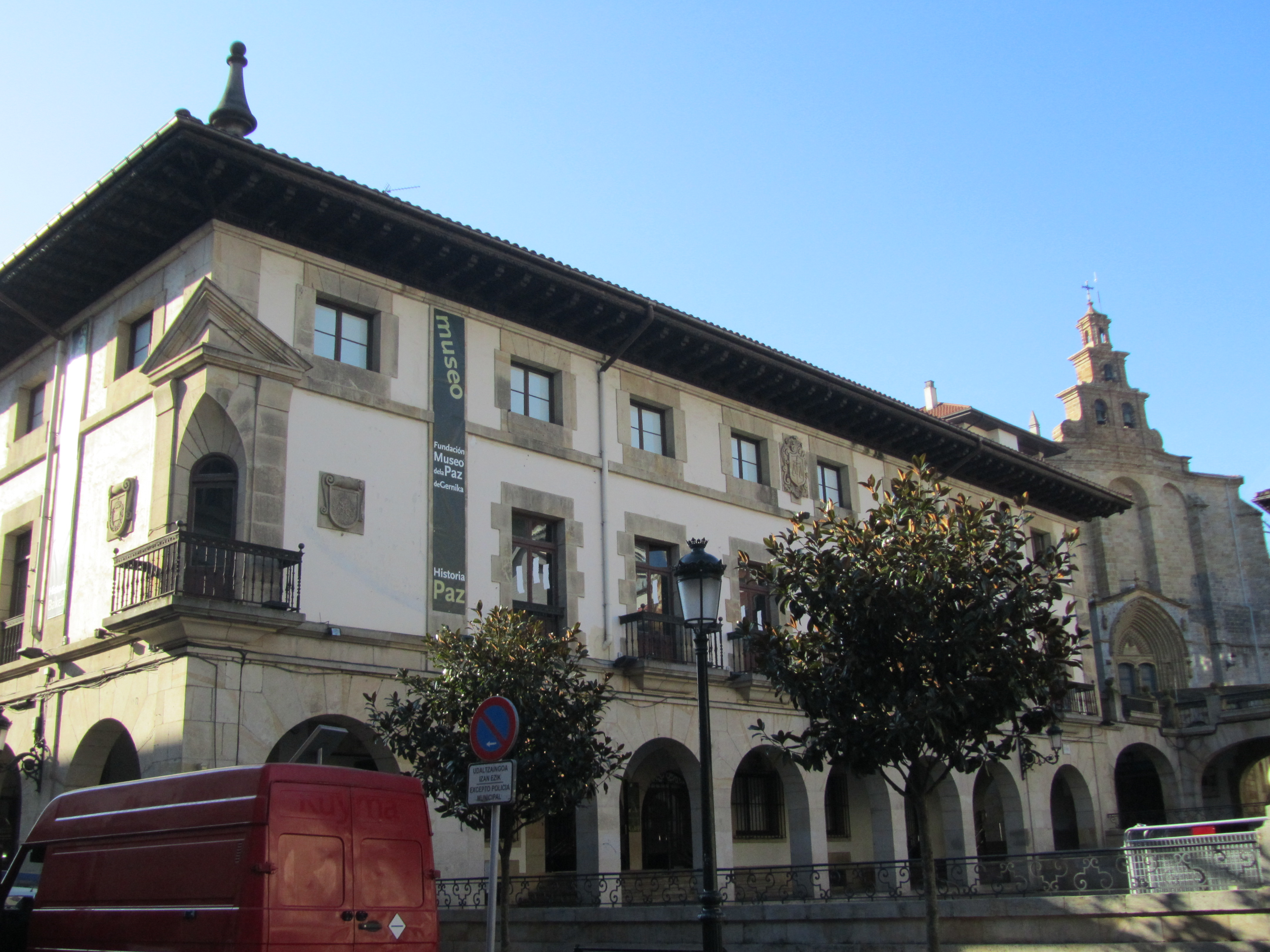
Gernikas Friedensmuseum

Erst nach dem Tod des Diktators Francisco Franco 1975 konnten die Einwohner Gernikas den Jahrestag der Bombardierung ihrer Stadt als Gedenktag offiziell begehen; sie zeigten sich in der Folge auch zur Aussöhnung mit Deutschland bereit. Doch war die deutsche Reaktion zunächst weiterhin zwiespältig: Während es einerseits diejenigen Deutschen gab, die die NS-Vergangenheit zu verdrängen suchten, um eine Zukunft ohne Schuldkomplexe aufzubauen, gab es unter denen, die auf dem Erinnern bestanden, um eine bessere Zukunft zu gestalten, Befürworter einer Geste der Versöhnung gegenüber Gernika. Diese blieb aber unter vielerlei Vorwänden lange Zeit aus.
Im Vorfeld des 50. Jahrestags der Bombardierung Gernikas schließlich legten aus eigener Initiative Petra Kelly und Gert Bastian am 18. April 1987 einen Kranz am heiligen Baum von Gernika nieder. Danach schlugen sie im Bundestag eine deutsche Unterstützung für das in der Planung befindliche Friedensforschungszentrum in Gernika vor, hatten damit jedoch keinen Erfolg. Im November 1988 erging dafür eine Beschlussempfehlung des Bundestags, in der eine Städtepartnerschaft zwischen Gernika und dem im Zweiten Weltkrieg durch Bombenangriffe ebenfalls nahezu vollständig zerstörten Pforzheim begrüßt wurde. Der Pforzheimer Oberbürgermeister erklärte nach Inkrafttreten der Städtepartnerschaft am 29. April 1989: „Deutsche haben über Ihre Stadt viel Leid und Elend gebracht. So bitte ich Sie ganz persönlich um Verzeihung für dieses schwere Unrecht, das Ihrer Stadt von Deutschen zugefügt wurde.“
Unterdessen verfügt Gernika über ein Museum des Friedens, das an das 1987 gegründete Friedensforschungszentrum Gernika Gogoratuz (baskisch für „Gernika erinnern“) angeschlossen ist. Die UNESCO hat Gernika als internationale Friedensstadt ausgezeichnet.

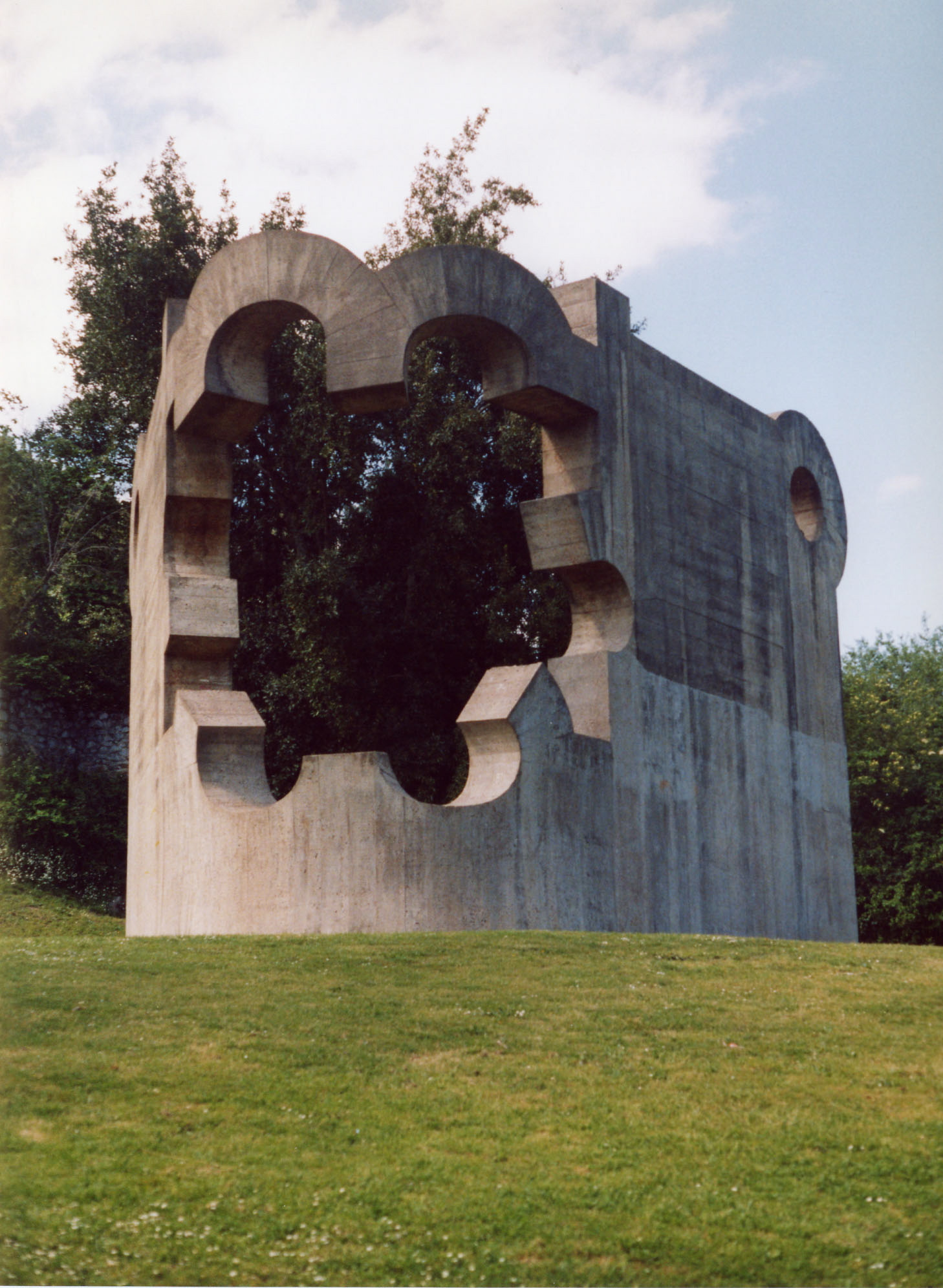
Chillida im Park: Gure aitaren etxea (Das Haus unseres Vaters) 1988

1991 wurde ein Park der Europäischen Völker mit mehreren Skulpturen eröffnet. Gure aitaren etxea (Das Haus unseres Vaters) von Eduardo Chillida und Large figure in a shelter (Große Figur in einer Schutzhütte) von Henry Moore sind die prominentesten.
Noch Mitte der 1990er Jahre scheiterte eine von Pforzheim vorangetriebene Versöhnungsgeste, die die finanzielle Beteiligung Deutschlands an der Schaffung eines Berufsbildungszentrums in Gernika vorsah. Erst im November 1996 beschloss der  Bundestagsausschuss für Bildung und Wissenschaft Mittel für den Bau einer Sporteinrichtung in Gernika in Höhe von jeweils einer Million DM für die drei darauffolgenden Jahre.
Eine Initiative des Friedensforschungszentrums Gernika Gogoratuz führte schließlich 1997 dazu, dass Bundespräsident Roman Herzog sich offiziell an die Überlebenden des Luftangriffs auf Gernika wandte und durch den deutschen Botschafter ein Grußwort verlesen ließ, in dem es unter anderem hieß: „Ich möchte mich der Vergangenheit stellen und mich zur schuldhaften Verstrickung deutscher Flieger ausdrücklich bekennen. […] Ich trauere mit Ihnen um die Toten und Verletzten. Ihnen, die die Wunden der Vergangenheit noch in sich tragen, biete ich meine Hand mit der Bitte um Versöhnung.“ Am 24. April 1998 schloss sich der Bundestag in einer Erklärung anlässlich des 61. Jahrestags der Bombardierung den Worten des Bundespräsidenten an.
Seit 2022 ist auch die ukrainische Stadt Irpin Partnerstadt von Gernika.

## Persönlichkeiten
Söhne und Töchter der Stadt:
- José María Betanzos y Hormaechevarría (1863–1948), Ordensgeistlicher und römisch-katholischer Apostolischer Vikar von Marokko
- Lope Alberdi Recalde (1869–1948), Orgelbauer
- Juan Allende-Salazar (1882–1938), Kunsthistoriker
- Rafael Iriondo (1918–2016), Fußballspieler und -trainer
- Luis Villasante (1920–2000), Franziskaner, Autor und Akademiker der Euskaltzaindia
- Mario Iceta (* 1965), römisch-katholischer Erzbischof von Burgos
- Roberto Laiseka (* 1969), Radrennfahrer
- Joane Somarriba (* 1972), Radrennfahrerin
- Gorka Gerrikagoitia (* 1973), Radrennfahrer
- Rubén Oarbeascoa (* 1975), Radrennfahrer
- Andoni Lafuente (* 1985), Radrennfahrer
- Pello Bilbao (* 1990), Radrennfahrer

Eduardo Vallejo, Gernikas früherer Bürgermeister, wird mit dem Ausspruch zitiert:
„Guernica wurde nicht berühmt, weil es bombardiert wurde. Guernica wurde bombardiert, weil es berühmt war.“